# Tor douronensis
Tor douronensis är en fiskart som först beskrevs av Achille Valenciennes 1842.  Tor douronensis ingår i släktet Tor och familjen karpfiskar. Inga underarter finns listade i Catalogue of Life.